# Ilse Guilarte
Ilse Guilarte es un deportista cubano que compitió en taekwondo. Ganó una medalla de oro en los Juegos Panamericanos de 1991 y una medalla de oro en el Campeonato Panamericano de Taekwondo de 1990.

## Palmarés internacional
| Juegos Panamericanos    | Juegos Panamericanos  | Juegos Panamericanos | Juegos Panamericanos |
| Año                     | Lugar                 | Medalla              | Categoría            |
| ----------------------- | --------------------- | -------------------- | -------------------- |
| 1991                    | La Habana (Cuba)      | Medalla de oro       | –70 kg               |
| Campeonato Panamericano |                       |                      |                      |
| Año                     | Lugar                 | Medalla              | Categoría            |
| 1990                    | Bayamón (Puerto Rico) | Medalla de oro       | –70 kg               |